# Morti nel 1710
| Questa pagina contiene informazioni ricavate automaticamente dalle voci biografiche con l'ausilio del template Bio e di un bot. L'aggiornamento è periodico e automatico e ricostruisce completamente la pagina. Se manca una persona in questa lista, sei pregato di non aggiungerla, ma accertati piuttosto che la sua voce biografica contenga il template Bio e che i dati anagrafici siano correttamente compilati. Se il template Bio manca, inseriscilo tu stesso o, in alternativa, metti l'avviso {{tmp\|Bio}} che ne segnala la mancanza. Se i dati riportati sono sbagliati, correggi direttamente la voce biografica; le modifiche saranno visibili in questa lista entro pochi giorni. Per chiarimenti vedi il progetto biografie. La lista contiene solo le 84 persone che sono citate nell'enciclopedia e per le quali è stato implementato correttamente il template Bio. Pagina aggiornata al 31 ago 2024. |

## Gennaio(12)
- 1º gennaio - William Bruce, I baronetto di Balcaskie, architetto scozzese (n. 1630)
- 6 gennaio - Thomas Fairfax, V lord Fairfax di Cameron, politico britannico (n. 1657)
- 10 gennaio - Algernon Capell, II conte di Essex, generale inglese (n. 1670)
- 11 gennaio - Anne Dieu-le-veut, pirata francese (n. 1661)
- 13 gennaio - Diego Pappalardo, religioso italiano (n. 1636)
- 16 gennaio - Higashiyama, imperatore giapponese (n. 1675)
- 16 gennaio - Jean-Mathieu de Chazelles, cartografo e astronomo francese (n. 1657)
- 19 gennaio - Francesco Cupani, botanico italiano (n. 1657)
- 21 gennaio - Johann Georg Gichtel, filosofo, teologo e mistico tedesco (n. 1638)
- 22 gennaio - Lucia Cremonini,  italiana (n. 1686)
- 30 gennaio - Madeleine Boullogne, pittrice francese (n. 1646)
- 30 gennaio - Sebastiano Valfrè, presbitero italiano (n. 1629)

## Febbraio(4)
- 15 febbraio - Ahmad Tajuddin Halim Shah I di Kedah, sovrano malese
- 16 febbraio - Esprit Fléchier, vescovo cattolico francese (n. 1632)
- 17 febbraio - George Bull, teologo e vescovo anglicano inglese (n. 1634)
- 22 febbraio - Charles-Maurice Le Tellier, arcivescovo cattolico francese (n. 1642)

## Marzo(6)
- 4 marzo - Luigi III di Borbone-Condé, generale francese (n. 1668)
- 14 marzo - Michel Bégon, funzionario e naturalista francese (n. 1638)
- 15 marzo - Alvise Cima, pittore e cartografo italiano (n. 1643)
- 20 marzo - Johann Joseph von Breuner, arcivescovo cattolico e nobile austriaco (n. 1641)
- 22 marzo - Sperello Sperelli, cardinale e vescovo cattolico italiano (n. 1639)
- 28 marzo - Marcantonio Agazzi, vescovo cattolico italiano (n. 1646)

## Aprile(6)
- 5 aprile - Johannes Gruber, politico e mercante svizzero (n. 1640)
- 12 aprile - Marcello Durazzo, cardinale e arcivescovo cattolico italiano (n. 1633)
- 17 aprile - Carlo Brisighella, pittore italiano
- 24 aprile - Manuel de Oms y de Santa Pau, diplomatico spagnolo (n. 1651)
- 28 aprile - Thomas Betterton, attore teatrale inglese (n. 1635)
- 29 aprile - Giacomo Falconetti, vescovo cattolico italiano (n. 1656)

## Maggio(2)
- 8 maggio - George Churchill, nobile, politico e ammiraglio inglese (n. 1654)
- 13 maggio - Enrico di Sassonia-Römhild, duca tedesco (n. 1650)

## Giugno(4)
- 6 giugno - Louise de La Vallière,  francese (n. 1644)
- 8 giugno - Carlo Tommaso Maillard de Tournon, cardinale e patriarca cattolico italiano (n. 1668)
- 10 giugno - Giacomo Spinelli, presbitero, scrittore e economista italiano (n. 1637)
- 27 giugno - Pierre-Esprit Radisson, esploratore francese (n. 1636)

## Luglio(7)
- 2 luglio - Domenico Freschi, compositore italiano (n. 1634)
- 5 luglio - Anton Felice Marsili, vescovo cattolico e biologo italiano (n. 1651)
- 8 luglio - Jean Donneau de Visé, drammaturgo, giornalista e critico teatrale francese (n. 1638)
- 23 luglio - Samuel Stryk, giurista tedesco (n. 1640)
- 25 luglio - Gottfried Kirch, astronomo tedesco (n. 1639)
- 27 luglio - Domenico Guglielmini, matematico, chimico e medico italiano (n. 1655)
- 27 luglio - Guglielmo di Nassau-Zuylestein, II conte di Rochford, militare inglese (n. 1682)

## Agosto(3)
- 8 agosto - Hermann Jakob Czernin von und zu Chudenitz, nobile e diplomatico boemo (n. 1659)
- 12 agosto - Giuseppe Gaetani d'Aragona, patriarca cattolico, diplomatico e nobile italiano (n. 1643)
- 21 agosto - Jean Cornu, scultore francese (n. 1650)

## Settembre(10)
- 9 settembre - Pedro Manuel Colón de Portugal, nobile e funzionario spagnolo (n. 1651)
- 18 settembre - John Annesley, IV conte di Anglesey, nobile irlandese (n. 1676)
- 19 settembre - Johann Nikolaus Hert, giurista tedesco (n. 1651)
- 19 settembre - Ole Rømer, astronomo danese (n. 1644)
- 20 settembre - Margherita Caffi, pittrice italiana (n. 1647)
- 22 settembre - Jacques-René Brisay de Denonville, militare e funzionario francese (n. 1637)
- 24 settembre - Charles Berkeley, II conte di Berkeley, diplomatico inglese (n. 1649)
- 26 settembre - Vincenzo Grimani, cardinale, diplomatico e librettista italiano (n. 1655)
- 29 settembre - Carlotta Felicita di Brunswick-Lüneburg, duchessa (n. 1671)
- 29 settembre - João de Sousa, arcivescovo cattolico portoghese (n. 1647)

## Ottobre(3)
- 8 ottobre - Georg Benedikt von Ogilvy, generale boemo (n. 1651)
- 19 ottobre - Susanna Enrichetta di Lorena, nobile francese (n. 1686)
- 22 ottobre - Gerolamo Archinto, vescovo cattolico italiano (n. 1651)

## Novembre(2)
- 10 novembre - Carlo Teodoro di Salm, nobile tedesco (n. 1645)
- 21 novembre - Bernardo Pasquini, compositore, clavicembalista e organista italiano (n. 1637)

## Dicembre(6)
- 6 dicembre - Vincenzo Auria, avvocato, storico e poeta italiano (n. 1625)
- 7 dicembre - Carlo II Cybo-Malaspina, sovrano italiano (n. 1631)
- 12 dicembre - Maria de Toledo y Velasco, nobildonna spagnola (n. 1651)
- 14 dicembre - Giovanni Cristiano I di Eggenberg, nobile boemo (n. 1641)
- 15 dicembre - Alberto Antonio di Schwarzburg-Rudolstadt, principe (n. 1641)
- 18 dicembre - Petrus Codde, arcivescovo cattolico e teologo olandese (n. 1648)

## Senza giorno specificato(19)
- Henry Aldrich, letterato e architetto inglese (n. 1647)
- Lionel Anderson, religioso inglese (n. 1620)
- Francesco Aprile, scultore italiano (n. 1657)
- Jean Balon, danzatore francese (n. 1676)
- Manuel Bernardes, religioso portoghese (n. 1644)
- Anton Giulio II Brignole Sale, ambasciatore italiano (n. 1673)
- Placido Celi, pittore italiano (n. 1645)
- Giovanni Antonio Fumiani, pittore italiano
- Pietro Gaddi, vescovo cattolico italiano (n. 1644)
- René-Antoine Houasse, pittore e decoratore francese (n. 1645)
- Pietro Lucatelli, pittore italiano (n. 1637)
- Ercole Domenico Monanni, vescovo cattolico italiano (n. 1631)
- Giovanni Battista Rogeri, liutaio italiano (n. 1642)
- Gaspar Sanz, presbitero, compositore e chitarrista spagnolo (n. 1640)
- Giovanni Girolamo Sbaraglia, anatomista italiano (n. 1641)
- Giuseppe Simonelli, pittore italiano (n. 1650)
- Sebastiano Taricco, pittore italiano (n. 1641)
- Simon Verelst, pittore fiammingo (n. 1644)
- Giuseppe Zimbalo, architetto e scultore italiano (n. 1620)